# Anyphops gilli
Anyphops gilli là một loài nhện trong họ Selenopidae.
Loài này thuộc chi Anyphops. Anyphops gilli được George Newbold Lawrence miêu tả năm 1940.